# Молодіжна збірна Сомалі з футболу
Молодіжна збірна Сомалі з футболу — національна молодіжна футбольна збірна Сомалі, що складається із гравців віком до 20 років. Вважається основним джерелом кадрів для підсилення складу основної збірної Сомалі. Керівництво командою здійснює Федерація Футболу Сомалі.
Команда має право участі у Молодіжному чемпіонаті Африки, у випадку успішного виступу на якому може кваліфікуватися на молодіжний чемпіонат світу до 20 років. Також може брати участь у товариських і регіональних змаганнях.